# 哈马迪·恩迪亚耶

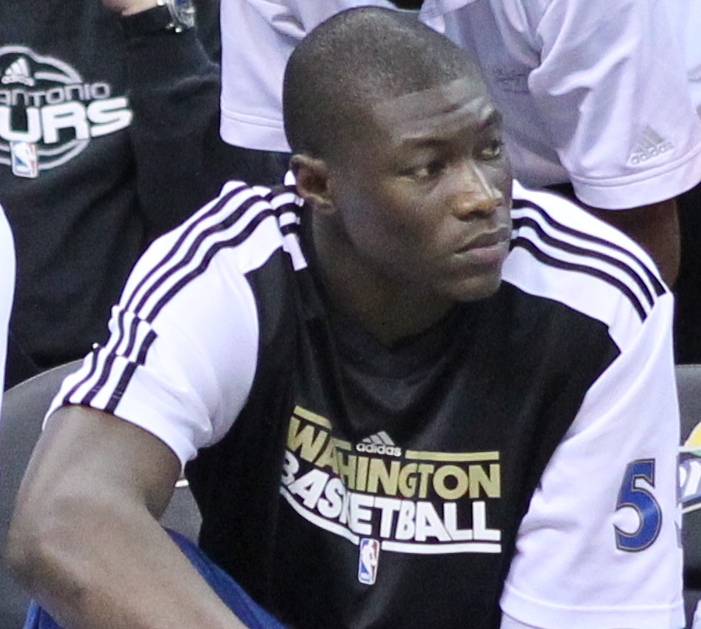

哈马迪·巴罗·恩迪亚耶（英語：Hamady Barro N'Diaye，1987年1月12日—）為塞內加爾男子籃球運動員，生於塞內加爾首都達喀爾，從小踢足球，2004年被教練帶到美國，開始接觸到籃球，2010年從羅格斯大學畢業，同年NBA選秀上在第二輪第56順位被明尼苏达森林狼選中，隨即被球隊交易至华盛顿奇才。恩迪亚耶分別效力過NBA华盛顿奇才與沙加緬度國王。2012年全国男子篮球联赛恩迪亚耶替广州六穗征戰，恩迪亚耶代表广州六穗出賽18場，場均上場44分鐘，可挹注17.6分、14.3籃板、6.7阻攻、1.1助攻。2012年11月恩迪亚耶加盟中国男子篮球职业联赛天津金狮，恩迪亚耶出賽31場，場均上場30.4分鐘，可攻下11.1分、8.9籃板、3.9阻攻。

## 外部連結
- 哈马迪·恩迪亚耶在fiba.basketball（英语）
- 哈马迪·恩迪亚耶在archive.fiba.com（archived）（英语）
- 哈马迪·恩迪亚耶在NBA（英语）
- 哈马迪·恩迪亚耶在西班牙篮球甲级联赛（球員）（西班牙语）
- 哈马迪·恩迪亚耶在義大利籃球聯賽（意大利语）
- 哈马迪·恩迪亚耶在Basketball-Reference.com（NBA）（英语）
- 哈马迪·恩迪亚耶在Basketball-Reference.com（NBA G聯盟）（英语）
- 哈马迪·恩迪亚耶在Basketball-Reference.com（國際）（英语）
- 哈马迪·恩迪亚耶在Sports-Reference.com（NCAA）（英语）
- 哈马迪·恩迪亚耶在Eurobasket.com（球員）（英语）
- 哈马迪·恩迪亚耶在RealGM（英语）
- 哈马迪·恩迪亚耶在Proballers（英语）